# بني فراسن (بني فراسن)
بني فراسن هي إحدى مشيخات المملكة المغربية، تتبع جغرافيا لإقليم تازة وإداريًا لبني فراسن. يقدر عدد سكانها بـ 6219 نسمة حسب الإحصاء الرسمي للسكان والسكنى لسنة 2004.